# Masacre de Virginia Tech

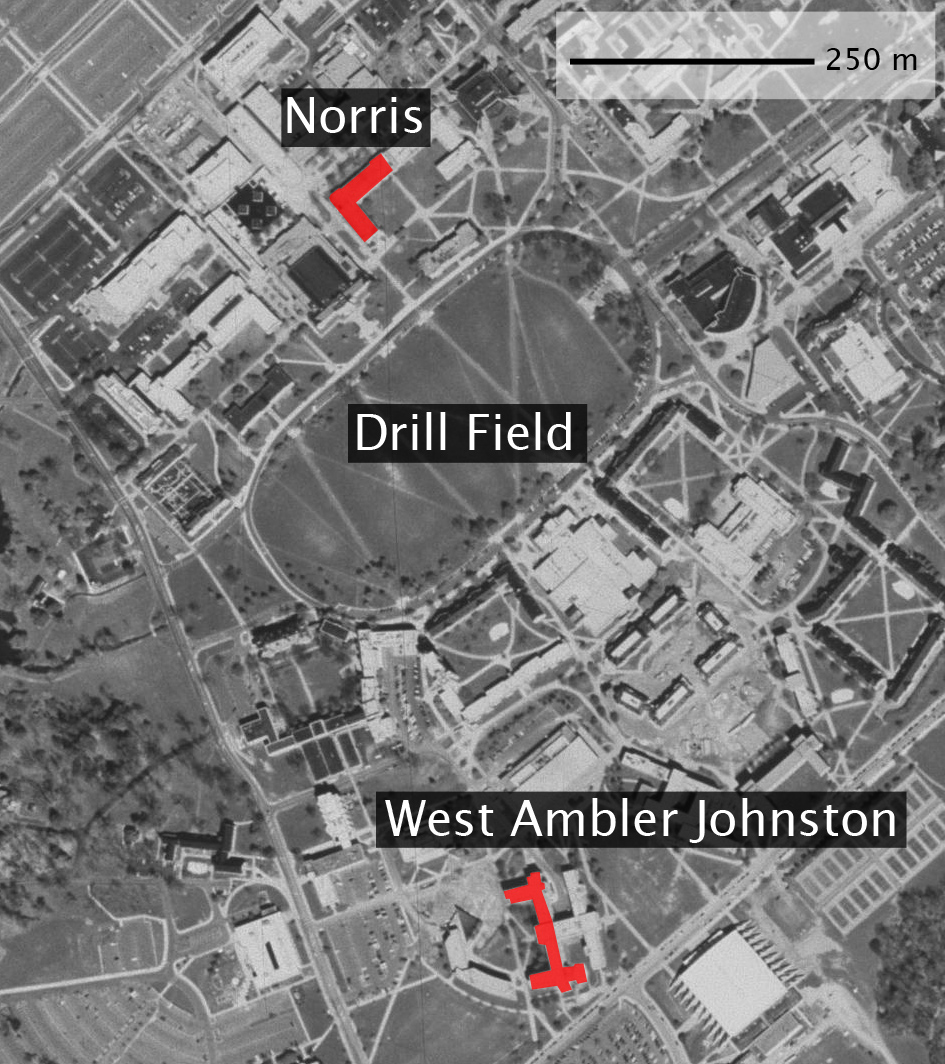
Vista aérea del West Ambler Johnston Hall y el Norris Hall, lugar de los sucesos.

La masacre de Virginia Tech fue un asesinato masivo que ocurrió el lunes 16 de abril de 2007 en el Instituto Politécnico y Universidad Estatal de Virginia (conocido como Virginia Tech), en Blacksburg, Virginia, Estados Unidos. En el incidente murieron 33 personas, incluyendo al único autor que inició el tiroteo, y 29 personas resultaron heridas. Es el peor ataque a una universidad en la historia de Estados Unidos.
El autor de la masacre fue identificado por las autoridades como Seung-Hui Cho (23), un estudiante surcoreano de literatura inglesa, criado en Virginia y residente en la universidad.

## Descripción de los hechos
El primer disparo ocurrió hacia las 7:15h (EDT) en los dormitorios de la residencia estudiantil West Ambler Johnston Hall, donde habitan más de 800 alumnos novatos. Allí murieron dos personas.
Dos horas después, tras bloquear con cadenas las puertas de acceso para que nadie pudiera salir, Cho disparó en uno de los salones de clases del Norris Hall, edificio de la carrera de ingeniería, ubicado a unos 600 m del complejo de habitaciones, provocando 30 muertes y 29 heridos.

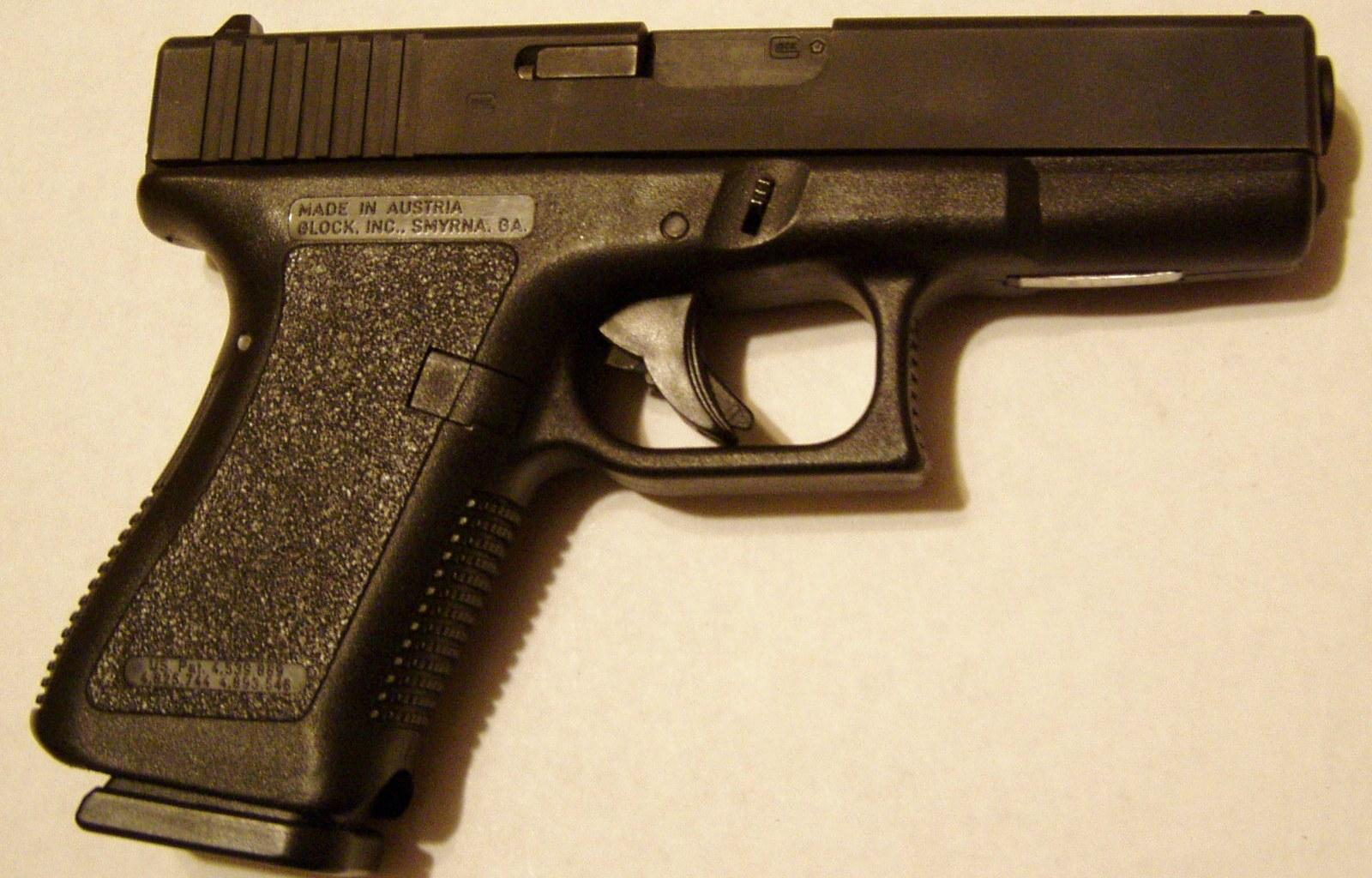
Glock 19.

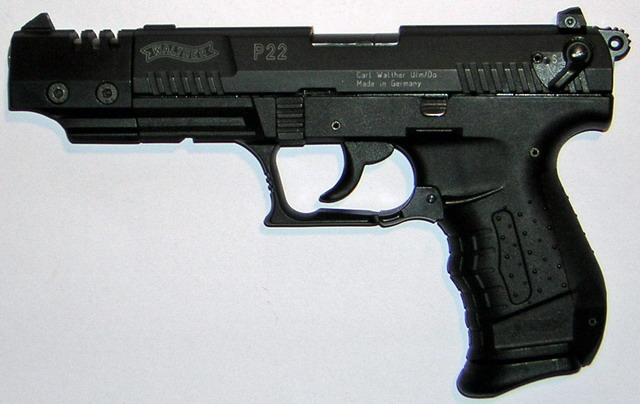
Walther P22.

Los investigadores aún tratan de esclarecer dónde se mantuvo oculto el atacante durante ese lapso y cómo recorrió esa distancia. Por eso, inicialmente las hipótesis indicaban la posibilidad de que fuesen dos los autores del ataque.
El pistolero usó dos armas: una pistola Glock 19 de 9 mm, y una Walther P22 de 5,5 mm.
Para escapar del atacante, algunos estudiantes optaron por tirarse desde las ventanas de los edificios.
Debido a la situación, la universidad canceló todas las clases e instó a sus alumnos a permanecer en sus habitaciones y no asomarse a las ventanas.
La universidad precisó que en los días 2 y 13 de abril hubo alertas de bombas. El día previo a la masacre se había ofrecido una recompensa de 5.000 dólares a quien facilitara el arresto del o los responsables de aquellas alertas. Aún no se establece si esto tiene relación con Seung-Hui Cho.

## El autor del hecho
Tras el enorme operativo desplegado por la policía, el agresor se suicidó. Charles Steger, presidente de la Universidad Politécnica de Virginia, el 17 de abril de 2007 dio a conocer la identidad del asesino, y lo identificó como un estudiante que vivía en el campus de la universidad. También informó que era asiático, sin dar a conocer su nacionalidad. Sin embargo, el mismo día un portavoz de la policía lo identificó como Seung-Hui Cho, un surcoreano de 23 años que estaba cursando su último año.

### Planificación
El diario Los Angeles Times informó que el estudiante surcoreano planificó el ataque durante dos semanas, ya que –según reveló- Seung-Hui Cho compró en ese lapso dos pistolas semiautomáticas. Según el agente del FBI Brad Garrett, "este crimen no ha sido espontáneo. Seguramente ha estado pensando en como ejecutarlo durante muchos meses antes de la masacre".

### El manifiesto enviado a NBC
Durante las dos horas entre un tiroteo y otro, el asesino envió una encomienda postal a NBC Noticias en su sede central en Nueva York. Redactó mal la dirección a la que iba dirigida, lo que provocó el retraso de su entrega, permitiendo que no fuera descubierto inmediatamente para así tener tiempo para cometer la masacre. En la encomienda iba un manifiesto, fotos y vídeos expresando su odio y resentimiento hacia la sociedad en general. Dentro de lo mostrado por NBC, dijo: "No tenía que hacer esto. Pude haberme ido. Pude haber desaparecido. Pero no, no escaparé más. No es propio de mí. Por mis niños, por mis hermanos y hermanas que ustedes jodieron, lo hice por ellos... Cuando llegó el momento, lo hice. Tuve que hacerlo."
Entre el material había un DVD con 27 archivos de video que suman alrededor de 10 minutos. En ellos aparece Seung-Hui Cho hablando directamente a la cámara, diciendo frases como las siguientes: "Han tenido 100 billones de oportunidades y formas para evitar lo de hoy. Pero han decidido derramar mi sangre".
También iban 43 fotografías, en varias de las cuales se ve a Seung-Hui apuntando con un arma a la cámara y a sí mismo.

## Cronología

### Lunes 16 de abril

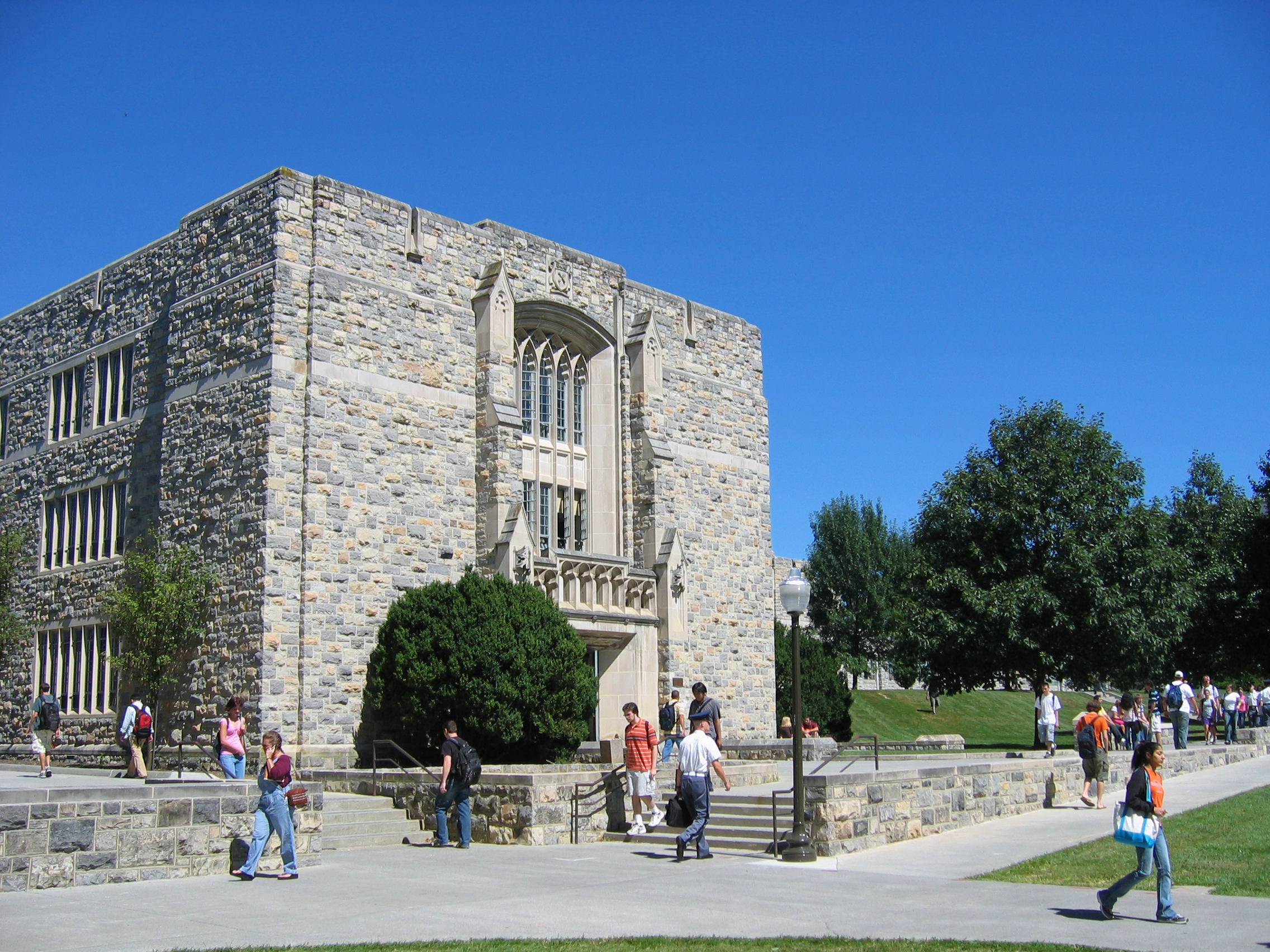
Edificio Norris Hall, donde murieron 30 de las 32 víctimas, así como el propio tirador.

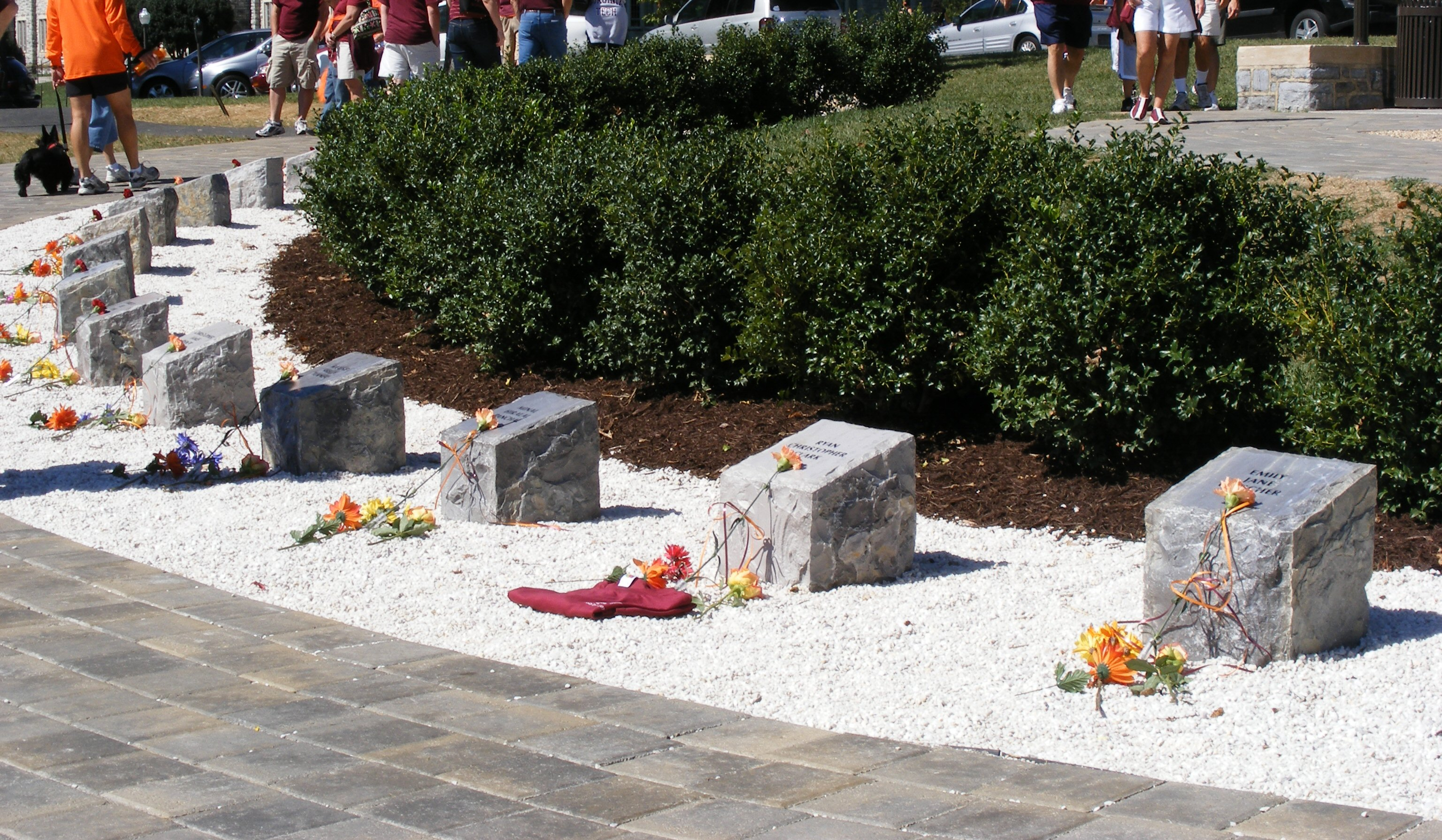
Memorial en homenaje a las víctimas, en el campus del Instituto Politécnico y Universidad Estatal de Virginia, en Estados Unidos.

- 5:00 a.m.: En la Suite 2121 de Harper Hall, Joseph E. "Joe" Aust, uno de los cinco compañeros de cuarto de Cho, se da cuenta de que Cho está despierto y en su ordenador.
- Alrededor de las 5:30 a.m.: Karan Grewal, uno de los otros compañeros de Cho, ve a Cho, vestido con pantalones cortos y una camiseta, cepillarse los dientes y aplicando crema para el acné después de que Grewal estuviera "toda la noche" estudiando en la Suite 2121. Grewal no volvió a ver a Cho a partir de ese momento.
- Entre las 5:30 a.m. y 6:00 a.m.: Aust ve a Cho regresar del baño, ya vestido, y ve cómo se va.
- Antes de las 7:00 a.m.: Cho es visto esperando afuera de la entrada a West Ambler Johnston Hall.
- Antes de las 7:15 a.m.: Emily Hilscher es dejada en su dormitorio por su novio, Karl D. Thornhill.
- 7:15 a.m.: Una llamada de emergencia al 9-1-1 para el campus de Virginia Tech a la policía informa de un tiroteo en el West Ambler Johnston Hall, dejando a Ryan Christopher Clark, el asesor residente, muerto y Emily Hilscher fatalmente herida en la habitación 4040, que albergaba Hilscher.
- Entre 7:15 a.m. y 9:01 a.m.: Cho regresó a su dormitorio para recargar y deja una "nota preocupante".
- 7:30 a.m.: Los investigadores de VT PD y PD Blacksburg llegan.
- Entre 7:30 a.m. a 8:00 a.m.: Heather Haugh, la amiga de Emily Hilscher y compañera de cuarto, acude a reunirse con ella para ir a clase de química juntas. Cuando los detectives le preguntan acerca de Hilscher les explica que Hilscher normalmente pasa fines de semana con su novio, Karl Thornhill, en su casa fuera de la escuela. Explica también que el lunes por la mañana Thornhill habría dejado a Hilscher en la puerta de la residencia y habría vuelto a la Universidad de Radford, donde era estudiante. Heather describe a Thornhill era un ávido usuario de pistola, lo cual llevó a la policía a buscarlo como una "persona de interés".
- 8:00 a.m.: Las clases en Virginia Tech comienzan.
- Alrededor de 8:00 a.m.: West Ambler Johnston es cerrada y, en el tercer piso, se notifica a los estudiantes asistentes residentes del cierre. Aimee Kanode, un estudiante de primer año, dijo que la policía reabrió el centro poco antes de los ataques del Norris Hall.
- 8:25 a.m.: El equipo de liderazgo de Virginia Tech se reúne para desarrollar un plan para notificar a los estudiantes del homicidio. Mientras tanto, la policía detiene a Thornhill, en un vehículo fuera de la escuela y con intención de interrogarlo.
- 8:52 a.m.: La oficina de presidente de la Universidad Charles Steger está bloqueada.
- 9:00 a.m.: El equipo de liderazgo de Virginia Tech ha sido informado sobre lo último en la investigación en curso acerca del homicidio del dormitorio.
- 9:01 a.m.: Cho envía por correo una postal al Servicio de paquetería de E.U.A. urgente de Blacksburg PO a la sede de la NBC en Nueva York, que contiene fotos de él sosteniendo armas, una diatriba de 1800 palabras y un clip de vídeo en alusión a la matanza que estaba a punto de cometer.
- 9:05 a.m.: La Clase Intermedia de Francés de Jocelyne Couture-Nowak en Norris 211 comienza.
- Alrededor de 9:05 a.m. y 9:15 a.m.: Cho es visto en Norris Hall, un edificio de Ingeniería. Usando las cadenas que había comprado en Home Depot, Cho encadenada las puertas de entrada del edificio desde el interior con el fin de impedir que nadie se escape.
- 9:26 a.m.: Se envían correos electrónicos al personal de la escuela, la facultad, y los estudiantes donde se les informa de un "tiroteo" en el dormitorio West AJ.
- Alrededor de 9:30 a.m.: Una estudiante entra al Norris 211 y alerta a los ocupantes de un tiroteo ocurrido en el West Ambler Johnston.
- 9:42 a.m.: Los estudiantes en el edificio de ingeniería, Norris Hall, realizan una llamada de emergencia al 9-1-1 para alertar a la policía de que se habían producido más tiros.
- 9:45 a.m.: La policía llega tres minutos más tarde y encuentra las tres entradas encadenadas.
- Entre 9:40 a.m. y 9:51 a.m.: Usando la Walther P22 calibre .22 y 9 milímetros pistola Glock 19 con 17 cargadores de munición, Cho dispara a 53 personas, matando a 30 de ellos. La masacre de Cho duró aproximadamente nueve minutos. Un estudiante en la habitación 205 cuenta el tiempo que queda en la clase poco antes del inicio de los disparos.
- Alrededor de las 9:40 a.m.: Los estudiantes en Norris 205, mientras asistían a cuestiones de Haiyan Cheng en la clase de computación científica, escuchan los disparos de Cho. Los estudiantes, incluyendo a Zach Petkewicz, hacen una barricada en la puerta e impiden la entrada de Cho.
- 9:50 a.m.: Después de llegar a Norris Hall, la policía dedica 5 minutos para armar el equipo adecuado, limpiar la zona y luego romper las cadenas de las puertas, para lo que emplearon una escopeta. Los investigadores creen que el disparo de escopeta alertó al pistolero de la llegada de la policía. La policía escuchó disparos al entrar en el edificio. Siguieron los sonidos hasta el segundo piso.
- 9:50 a.m.: Un segundo correo electrónico anunciando: "Un pistolero está suelto en el campus. No salgan de los edificios hasta nuevo aviso. Manténganse alejados de todas las ventanas", fue enviado a todas las direcciones de correo electrónico de Virginia Tech. Se transmitió un mensaje similar a través de los altavoces del campus.
- 9:51 a.m.: Cuando la policía llegó a la segunda planta, los disparos se detuvieron. El tiroteo de Cho en el Norris Hall duró 9 minutos. Los policías descubrieron que después de disparar a los ocupantes de la habitación 211 Norris, el pistolero se disparó fatalmente en la sien.
- 10:17 a.m.: Un tercer correo electrónico fue enviado para notificar la cancelación de clases y aconsejar a la gente que se quedase donde estuvieran.
- 10:52 a.m.: Un cuarto mensaje de correo electrónico fue enviado para advertir de "un tiroteo múltiple con múltiples víctimas en Norris Hall", diciendo que el tirador ha sido detenido y que la policía está buscando a un segundo posible tirador. Las entradas a los edificios del campus permanecen cerradas.
- 12:00 p.m.: En una conferencia de prensa, las autoridades dijeron que pudo haber provocado más de 21 muertos y veintiocho heridos.
- 12:42 p.m: El Presidente de la Universidad Charles Steger anunció que la policía estaba liberando a gente de edificios y otros centros del campus.
- 1:06 p.m.: El número de muertos se eleva a 22.
- 1:43 p.m.: Las estaciones de noticias confirman que hubo dos tiroteos separados en un periodo de 2 horas.
- 4:30 p.m.: Una declaración de la universidad confirmó que se habían producido al menos 31 muertes en Norris Hall, incluyendo al tirador.
- 5:31 p.m.: Diversos noticiarios informan de que Cho se disparó en la cara.
- 7:30 p.m.: Una conferencia de prensa confirmó el número de armas utilizadas, y una posible identificación del sospechoso que no se haría pública en ese momento.
- 8:22 p.m.: Los servicios informativos confirman que Cho llevaba un chaleco a prueba de balas.
- 9:06 p.m.: La policía llamó a la puerta de la Suite 2121, alertando a Grewal y le informaba de que Cho mató a la gente en los pasillos de Norris y West Ambler Johnston.

## Víctimas fatales
Sin incluir al tirador, hubo 61 personas que recibieron disparos: 32 fallecieron y 29 fueron heridas.

### Primer tiroteo: West Ambler Johnston Hall
Ambas víctimas eran estudiantes:
- Emily J. Hilscher, 19 años, estudiante de primer año procedente de Woodville, del condado de Rappahannock, Virginia.[14]
- Ryan Clark, 22 años, estudiante de Martínez, Georgia (Estados Unidos) (localidad de los suburbios de Augusta), cursando Biología, Inglés y Psicología. Fue ejecutado en los dormitorios cuando corrió a investigar qué sucedía, topándose con el asesino.

### Segundo tiroteo: Edificio de Ingeniería Norris Hall

#### Estudiantes
- Ross Abdallah Alameddine, 20 años, estudiante de segundo año procedente de Saugus, Massachusetts.[15]
- Brian Bluhm, 25 años, estudiante graduado en Ingeniería Civil.[16][17]
- Austin Cloyd, 18 años, alumna de estudios internacionales y de francés.[18]
- Matthew Gwaltney, 24 años, licenciado en ingeniería civil y medioambiental. Natural de Virginia.[18]
- Caitlin Hammaren, 19 años, alumna de segundo año en Estudios Internacionales y Francés.[19]
- Jeremy Herbstritt, 27 años, licenciado en bioquímica, biología molecular e ingeniería civil. Nació en Pensilvania.[18]
- Rachael Hill, 18 años, estudiante de primer año de biología.[18]
- Matthew La Porte, 20 años, estudiante de primer año de Dumont, Nueva Jersey en Estudios Universitarios.[19]
- Jarrett Lane, 22 años, estudiante del último curso de Ingeniería Civil, procedente de Narrows, Virginia.[19][16]
- Henry Lee, 20 años, estudiante de primer año en Ingeniería Informática, procedente de Roanoke, Virginia / Quang Ninh, Vietnam.[19]
- Partahi Lumbantoruan, 34 años, estudiante de un doctorado en ingeniería civil. Procedente de Indonesia.[18]
- Lauren McCain, 20 años, alumna de primer año de estudios internacionales. Nacida en Hampton, Virginia.[18]
- Juan Ortiz, 26 años, estudiante graduado en Ingeniería Civil, de Puerto Rico.[19][16]
- Minal Panchal, 26 años, alumna de primer año de una maestría en diseño de edificios. Nacida en Bombay, India.[18]
- Daniel Pérez Cueva, 21 años, estudiante de Relaciones Internacionales, de Perú.[20]
- Erin Peterson, 18 años, alumna de primer año.[21]
- Michael Pohle, 23 años, estudiante de quinto año de biología. Nacido en Flemington, Nueva Jersey.[18]
- Julia Pryde, 23 años, ingeniera del Departamento de Sistemas Biológicos de la Universidad. Nacida en Middletown, Nueva Jersey.[18]
- Mary Karen Read, 19 años, estudiante de primer año de Annandale, Virginia.[22]
- Reema Samaha, 18 años, estudiante de primer año de Centreville, Virginia.[19]
- Waleed Shaalan, 32 años, nacido en Egipto.[18]
- Leslie Sherman, 20 años, alumna de segundo año en Historia y Estudios Internacionales, de Springfield, Virginia.[19]
- Maxine Turner, 22 años, estudiante del último curso en Ingeniería química, de Vienna, Virginia.[19]
- Daniel O'Neil, 22 años, estudiante de Lincoln, Rhode Island.[23]
- Nicole White, 20 años, alumna de estudios internacionales y de alemán. Procedente de Smithfield, Virginia.[24]

#### Profesores
- Christopher Jamie Bishop, 35 años, Instructor, Lengua Extranjera y Literatura (Alemán). Hijo del autor Michael Bishop, y exalumno de la Universidad de Georgia.[16][25]
- Jocelyne Couture Nowak, 49 años, Profesora, Lengua Extranjera. Instructora de Francés de Montreal, Quebec, Canadá.[26]
- Kevin Granata, 45 años, Profesor, Ciencias de la Ingeniería y Mecánica.[19]
- Liviu Librescu, 76 años, Profesor, Ciencias de la Ingeniería y Mecánica, y superviviente del Holocausto. Muerto al bloquear la puerta del aula para que el asesino no entrara y sus alumnos pudiesen escapar por las ventanas.[27][28]
- Gobichettipalayam Vasudevan "G. V." Loganathan, 53 años, Profesor, Ingeniería Ambiental y Civil, procedente de Tamil Nadu, India.[29]

## Reacciones posteriores a la masacre

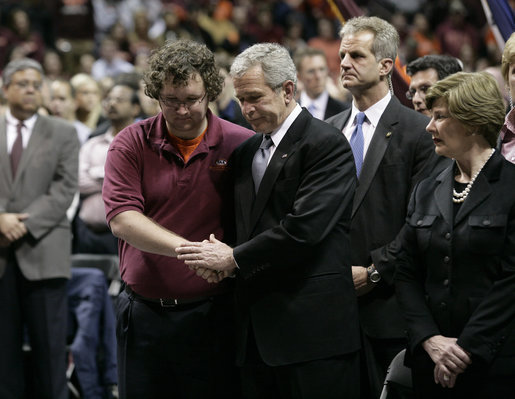
George W. Bush saludando a un alumno de Virginia Tech, que dio un discurso conmemorativo.

### De la Institución educativa
Virginia Tech canceló las clases por el resto de la semana y cerró el edificio Norris Hall por lo que queda del semestre en curso. También se pidió a los visitantes ajenos a la institución que se abstengan de acercarse al campus. La escuela ofreció apoyo terapéutico y asistencia para estudiantes y profesores, y organizó una asamblea general el martes 17 de abril. Adicionalmente, la Cruz Roja envió varias docenas de profesionales para lidiar con situaciones traumáticas a Blacksburg, para ayudar a aquellos estudiantes de Virginia Tech a recuperarse de la tragedia que se vivió en su universidad.
El presidente de la Universidad Politécnica de Virginia, Charles Steger, dijo en la primera conferencia de prensa que las autoridades inicialmente creyeron que los disparos en el edificio West Ambler Johnston era el resultado de una disputa doméstica, y que el tirador había abandonado el campus.
Algunos estudiantes coreanos en Estados Unidos expresaron su preocupación por las posibles represalias en contra de ellos, dada la nacionalidad del tirador.

### De los alumnos
Algunos estudiantes del Politécnico de Virginia se siguen preguntando por qué la escuela no se evacuó después del primer tiroteo. Luego de conocer acerca del incidente, los estudiantes se comunicaron con sus familiares y conocidos sobre su estado de salud, usando teléfonos móviles o sitios web masivos como Facebook y MySpace.

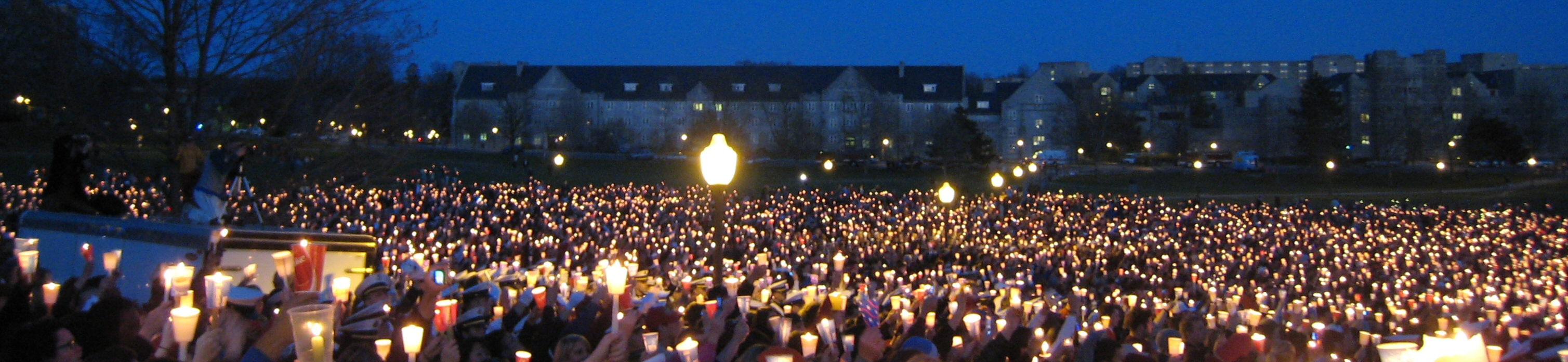
Alumnos sostienen velas en una vigilia por las víctimas.

### De las autoridades de Virginia
En junio de 2008 se aprobó un acuerdo entre las autoridades del Estado de Virginia y los familiares de 24 de las víctimas, quienes recibirán 11 millones de dólares de indemnización.

### Influencia en la cultura popular
El 15 de julio de 2007, Ediciones El Andén publicó La Masacre de Virginia Tech: Anatomía de una mente torturada, un libro de no ficción escrito por el periodista y escritor español Juan Gómez-Jurado.

## Antecedentes
Según estudiantes de la universidad, Seung-Hui Cho estaba expuesto a muchos insultos ya que tenía deficiencia con su lectura y su timidez; esto se acumuló y llevó al estudiante a cometer tal acto de violencia.